# Бун, Лоранс
Лоранс Бун (Laurence Boone; род. 15 мая 1969, Булонь-Бийанкур) — французский экономист. Главный экономист Организации экономического сотрудничества и развития (с июля 2018). Перед тем являлась шеф-экономистом AXA Group. В 2014—2016 годах шерпа в G20 президента Франции.

## Биография
Получила образование в Университете Западный Париж — Нантер-ля-Дефанс и Редингском университете, а также степень доктора философии по прикладной эконометрике в Лондонской школе бизнеса.
В 1995—1996 годы работала в Merrill Lynch Asset Management в Великобритании. В 1996—1998 годах — экономист CEPII. В 1998—2004 годах — экономист ОЭСР.
В 2004—2011 годы — управляющий директор и шеф-экономист Barclays Capital во Франции. В 2011—2014 годы — шеф-экономист и управляющий директор Bank of America Merrill Lynch.
Преподавала в École Polytechnique, ENSAE, ENS и Sciences Po.

Автор многих статей.
В июле 2014 года была назначена финансовым и экономическим советником в Елисейском дворце.
4 июля 2022 года было сформировано второе правительство Борн, в котором Бун была назначена государственным секретарём по европейским делам при министре иностранных дел Франции.